# 第一園芸
第一園芸株式会社（だいいちえんげい、英: Daiichi Engei Co., Ltd.）は、三井不動産グループの企業。

## 概要
戸越にあった三井別邸の農園「三井農園」に端を発する。
帝国ホテルプラザ店や伊勢丹新宿店をはじめとしたフラワーショップを展開するとともに、結婚式会場やセレモニー装飾等の空間演出も手掛ける。
また、近年のインテリアグリーン需要を取り込んだ、商業施設でのクリスマスイルミネーションのほか、オフィス内や住宅展示場、マンションモデルルームでのグリーン装飾など、花と緑だけではなく光や音、イベント性も織り交ぜた季節の装飾を、年間を通してプランニング、施工、管理まで手掛ける「OASEEDS（オアシーズ）」事業を2017年に開始している。

## 店舗
- 帝国ホテルプラザ店（東京都千代田区）
- 伊勢丹新宿店（東京都新宿区）
- 三越銀座店（東京都中央区）
- 三越日本橋店（東京都中央区）
- 田園調布店（東京都大田区）
- 東京倶楽部ビル店（東京都千代田区）
- ゲートシティ大崎店（東京都品川区）
- Hervé Chatelain Bunkamura Shop（東京都渋谷区）
- BIANCA BARNET BY OASEEDS 東京ミッドタウン日比谷店（東京都千代田区）
- 横浜ベイシェラトン ホテル&タワーズ店（神奈川県横浜市西区）
- BIANCA BARNET 横浜ベイクォーター店（神奈川県横浜神奈川区）
- ヨコハマグランドインターコンチネンタルホテル店（神奈川県横浜市西区）
- ホテル日航金沢店（石川県金沢市）
- ANAクラウンプラザホテル金沢店（石川県金沢市）
- ホテル日航姫路店（兵庫県姫路市）

## 沿革
※ 第一園芸 沿革 を参照。
- 1898年　三井家別邸に付属三井農園設立。
- 1951年　三井農園販売部青山営業所を開設し、一般販売を開始。第一園芸株式会社設立。本社は青山（住所は渋谷区渋谷）。種苗部・小売部に加え、造園部・生花部を設立し造園業・装花業に進出。三越日本橋店に出店。永島四郎（日本人初のフラワーデザイン海外留学生）当社取締役着任。
- 1954年　伊勢丹新宿店出店。
- 1955年　第1回全種連花卉種苗審査会で、当社開発のきんせんか“連”が1等農林水産大臣賞受賞。
- 1960年　胡蝶蘭の支柱を使った3本立、5本立の寄せ植えを考案。
- 1960年　オリジナル商品「フラワーマット（シート状花壇）」発売。
- 1962年　ホテルオークラ開業とともに婚礼装花店舗を出店。
- 1964年　東京オリンピック選手村・沿道等の苗生産及び植栽担当。
- 1970年　大阪万博会場の入口広場造園。
- 1973年　富士小山農場全体竣工（100ha・約4万坪）。組織培養技術をアメリカから導入・育種を本格化。
- 1974年　迎賓館開館に伴い花卉装飾を担当。青山フラワービル竣工。
- 1975年　生花の花束を期日指定で全国配送（日本初）。佐藤栄作元総理の国民葬の装花担当（日本武道館）。
- 1987年　オランダ駐在事務所（DAIICHI SEED HOLLAND）をアールスメア市場内に開設。
- 1989年　世界らん展のフラワーデザイン部門で当社社員が最優秀賞（建設大臣賞）受賞。以降、各種フラワーデザイン大会にて社員が優勝・入賞。
- 1990年　国際花と緑の博覧会（大阪）に運営管理・植栽工事等で参画。
- 1992年　エーゲプランテック花卉園芸（有）設立。トルコでカーネーション栽培。国際園芸博覧会フロリアード（オランダ）出展、銅賞受賞。
- 2000年　オリジナル花苗「ブリエッタ」販売開始。一般向花苗卸売り開始。
- 2005年　ベルギーの世界的フラワーアーティスト「ダニエル・オット」と業務提携。同氏の日本での展覧会の装飾実務を担当。
- 2008年　フラワーデザイン協議会ジャパンカップにて、デザイナー新井光史が優勝、内閣総理大臣賞受賞。
- 2009年　帝国ホテル東京、同ホテル大阪の婚礼装花を受託。
- 2010年　帝国ホテルプラザ店を出店。
- 2015年　三越銀座店を出店。
- 2017年　装飾緑化事業の統一ブランド「OASEEDS」スタート。
- 2018年　東京ミッドタウン日比谷店を出店。